# Edmontosaurus
Edmontosaurus is een geslacht van uitgestorven plantenetende ornithischische dinosauriërs behorend tot de Euornithopoda dat tijdens het Laat-Krijt leefde in het gebied van het huidige Noord-Amerika. Het was een lid van de Hadrosauridae of 'eendesnaveldinosauriërs' en behoorde meer precies tot de groep van de Edmontosaurini. Het was een herbivoor zonder klauwen. Wel kon hij wellicht door een op te zwellen neuszak zijn soortgenoten waarschuwen voor gevaar.
Van Edmontosaurus worden twee soorten als geldig erkend: Edmontosaurus regalis en E. annectens. Individuen van die laatste soort zijn ook ondergebracht in de aparte geslachten Anatosaurus of Anatotitan.

## Vondst en naamgeving

### Edmontosaurus regalis
De eerste soort en typesoort van het geslacht, Edmontosaurus regalis, werd in 1917 benoemd en beschreven door Lawrence Morris Lambe op basis van een gedeeltelijk skelet met schedel, holotype NMC 2288, in 1912 opgegraven door Levi Sternberg bij de Three Hills Creek. De geslachtsnaam verwijst naar de stad Edmonton in Canada. De soortaanduiding regalis betekent: 'koninklijk' in het Latijn en verwijst naar de enorme omvang van het dier dat een lengte kon bereiken van zo'n dertien meter. Het paratype is specimen NMC 2289, een skelet met schedel in 1916 gevonden door George Fryer Sternberg, een van de broers van Levi Sternberg. Lambe beschreef in 1917 alleen beide schedels. In 1920 beschreef hij de postcrania, de delen achter de schedel, van het paratype. Nog steeds zijn de postcrania van het holotype onbeschreven en bevinden zich ongeprepareerd in de gipsen omhulsels waarin Levi Sternberg ze voor transport verpakte. E. regalis leefde in het Laat-Campanien.

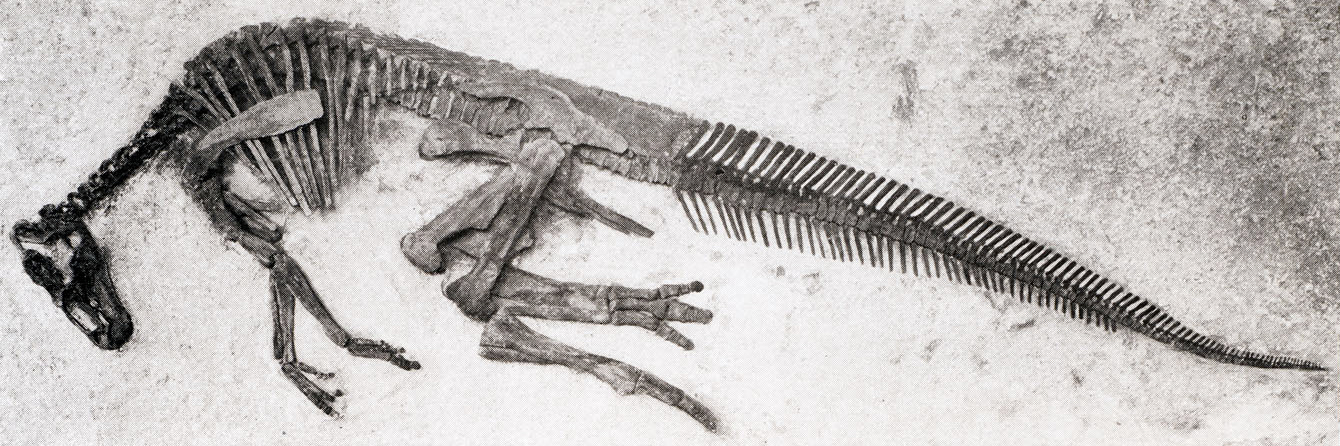
NMC 8399

In 1912 ontdekten de Sternbergs een skelet, specimen NMC 8399, dat in 1913 en 1914 kort door Lambe beschreven werd en in 1924 door Charles Whitney Gilmore benoemd werd als Thespesius edmontoni. Het zou het eerste complete dinosauriërskelet uit het Mesozoïcum worden dat in een Canadees museum opgesteld werd. Tegenwoordig wordt het beschouwd als een jong exemplaar van E. regalis.
Alle tegenwoordig aan E. regalis toegewezen skeletten komen uit de afzettingen lang de Red River in Alberta. Het betreft de specimina AMNH 5254: een schedel; NHM R8927: een skelet met schedel; CM 26259: een skelet met schedel; CMN 8399: een skelet met schedel; CMN 8744: een gedeeltelijke schedel; FMNH 15004: een schedel; ROM 801: een skelet met schedel; ROM 658: een gedeeltelijke schedel; ROM 867: een skelet met schedel; en USNM 127211: een volledige schedel.
Vindplaatsen met talrijke beenderen van Edmontosaurus regalis zijn de monodominante Danek-Edmontosaurusbeenderlaag (Royal Tyrrell Museum of Palaeontology-locatie L2379) in Edmonton (Alberta, Canada), en de eveneens monodominante Edmontosaurus regalis-beenderlagen in het gebied van Drumheller (ook in Alberta, Canada). Al deze beenderlagen bevinden zich in de Horseshoe Canyon-formatie (Campanien, Boven-Krijt).

### Verdere soorten en geslachten
Als tweede soort werd in 1967 door Dale Alan Russell en Thomas Potter Chamney Edmontosaurus saskatchewanensis benoemd, eerder in 1926 als Thespesius saskatchewanensis benoemd door Charles Mortram Sternberg en in 1942 als Anatosaurus saskatchewanensis door Richard Swann Lull, op basis van een skelet, specimen NMC 8509, door C.M. Sternberg in 1921 opgegraven op de Wood Mountain, bij de Rocky Creek in Saskatchewan.

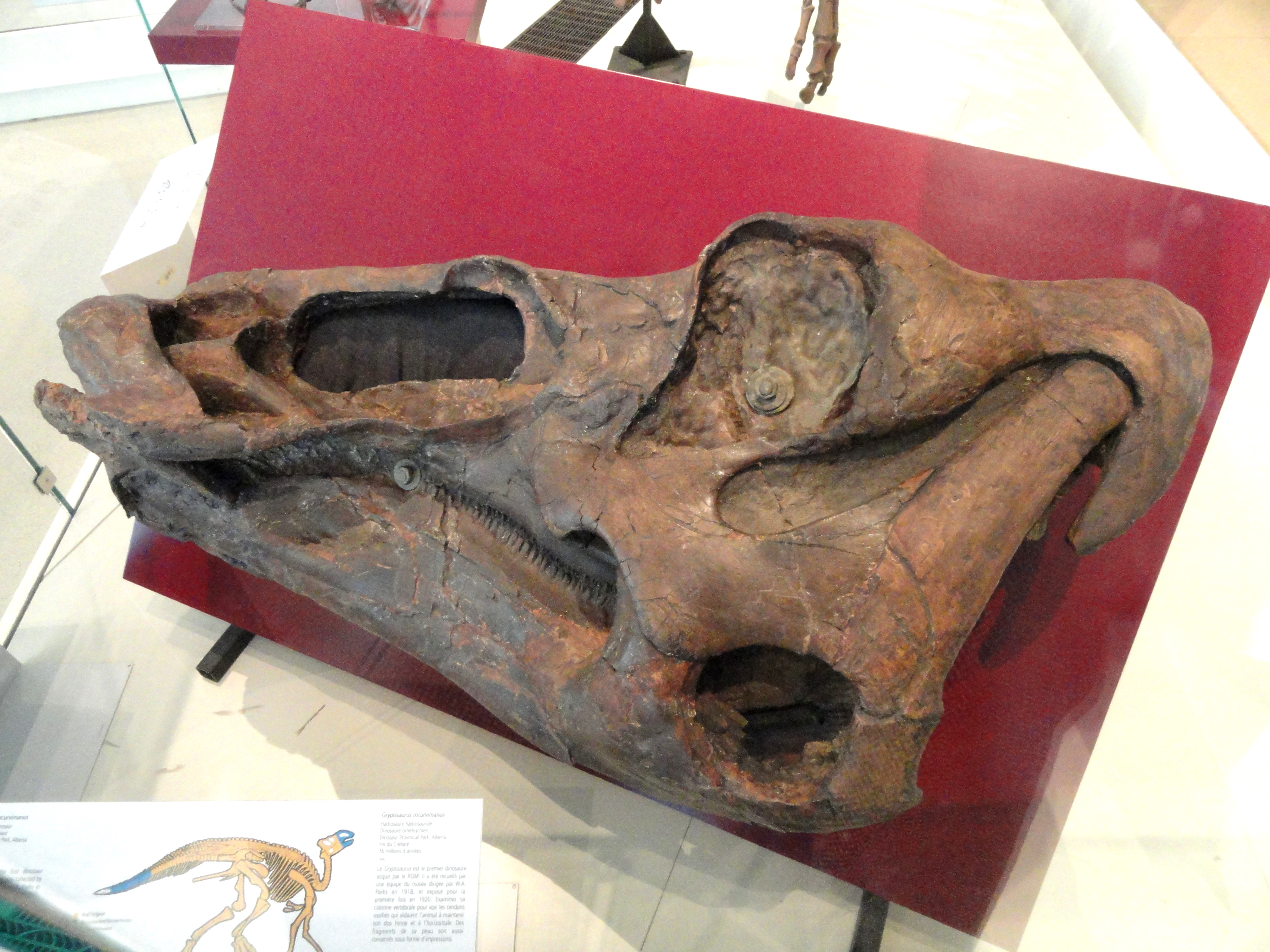
ROM 801

In 1975/1979 werd door Michael Keith Brett-Surman een derde soort benoemd: Edmontosaurus annectens, eerder in 1892 door Othniel Charles Marsh benoemd en beschreven als Claosaurus annectens, op basis van specimen USNM 2414, in 1891 opgegraven door John Bell Hatcher bij de Schneider Creek in Niobrara County, Wyoming. Specimen YPM 2182, een tweede skelet, is het paratype van deze soort. Specimen YPM 2182 werd in 1901 opgesteld en USNM 2414 in 1904. Deze dinosauriërskeletten waren de eerste in de VS die vrijwel compleet tentoongesteld werden. E. annectens leefde in het late Maastrichtien. Hatcher zelf zag het dier als een Trachodon annectens en Charles Whitney Gilmore dacht in 1915 dat de soort identiek was aan Thespesius occidentalis. Ondertussen waren er van deze soort nog twee belangrijke exemplaren gevonden door Charles Hazelius Sternberg. De eerste was specimen AMNH 5060, de befaamde 'dinosauriërmummie', opgegraven bij Lusk, Wyoming. Sternberg werkte op dat moment in opdracht van het British Museum of Natural History, maar Henry Fairfield Osborn van het American Museum of Natural History lukte het dit gewilde stuk voor hun neus weg te kapen door tweeduizend dollar te bieden. Vader en zoons Sternberg vonden in hetzelfde gebied in 1910 een tweede 'mummie', specimen S.M. R4036 dat ze verkochten aan het Senckenberg Museum.
Beide laatste soorten zijn een tijdje als identiek gezien aan Anatosaurus Lull & Wright, 1942. In sommige naamlijsten komt daarom een Edmontosaurus edmontonensis en een Edmontosaurus longiceps voor, soorten die dus van Anatosaurus naar Edmontosaurus overgeheveld werden. Tegenwoordig wordt E. saskatchewanensis meestal gezien als een jonger synoniem van E. annectens. Ook Anatotitan is een jonger synoniem van E. annectens. Anatosaurus is een ouder synoniem maar potentieel een jonger synoniem van het geslacht Edmontosaurus. Het kan naar keuze gezien worden als een apart geldig geslacht met als soort Anatosaurus annectens.
Verschillende edmontosaurusfossielen hebben de resten van weke delen bewaard, zoals huidafdrukken. In 2013 werd een specimen beschreven van Edmontosaurus regalis met de overblijfselen van een vlezige kam op het schedeldak.
Een skelet van Edmontosaurus is te zien in Naturalis.

## Beschrijving

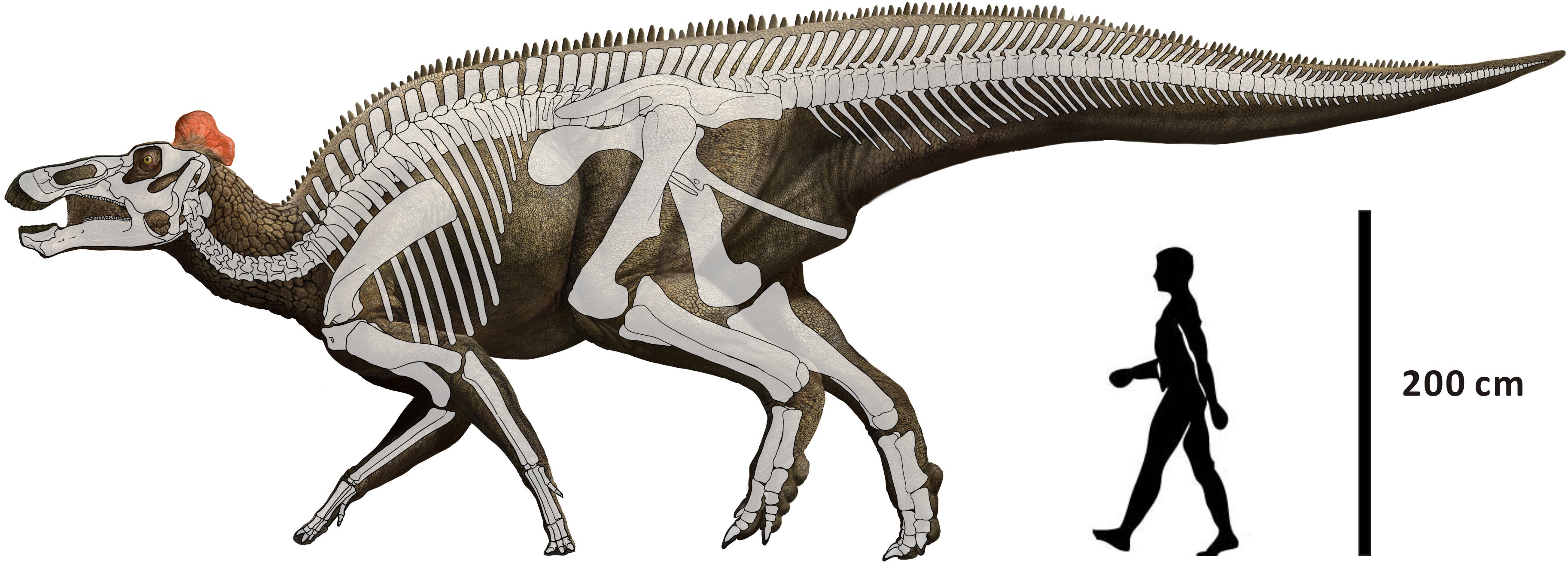
Een reconstructie van E. regalis

Edmontosaurus regalis is een vrij grote hadrosauride. Grote exemplaren konden zeker negen meter lang worden bij een gewicht van 3,2 ton. Sommige schattingen gaan zo hoog als twaalf meter.
In 2011 werd een aantal autapomorfieën gegeven voor het geslacht Edmontosaurus, inclusief Anatosaurus. De buitenrand van de praemaxilla is teruggebogen en naar achteren gericht. Langs de achterste onderrand van het neusgat bevindt zich een sterk uitgeholde inzinking. Er bevindt zich en goed ontwikkelde groeve op het prefrontale, langs de rand van de oogkas. Het voorhoofdsbeen levert een grote bijdrage aan de rand van de oogkas. Er bevindt zich een grote groeve op het postorbitale aan de rand van de oogkas.
In 2011 werd ook een aantal kenmerken gegeven waarin E. regalis zich van Anatosaurus onderscheidt. De teruggebogen rand van de praemaxilla is zeer breed en maakt een gezwollen indruk. Het voorste uiteinde van het neusbeen is naar onderen verbreed. Het gedeelte aan de voorzijde van het neusgat is horizontaal kort. De uitholling rond het neusgat heeft een goed ontwikkelde achterste bovenhoek welke boven de bovenrand van de schedel uitsteekt. De groeve op het postorbitale is sterker ontwikkeld. De verbreding van de groeve op het postorbitale leidt tot een horizontaal plaatvormig raakvlak voor het postorbitale op de opgaande tak van het jukbeen.

## Fylogenie
Edmontosaurus regalis is de zustersoort van Edmontosaurus/Anatosaurus annectens in de Hadrosaurinae.